# Aeroport de Lió–Saint-Exupéry
L'Aeroport de Lió–Saint-Exupéry (codi IATA: LYS, codi OACI: LFLL), en francès, Aéroport de Lyon–Saint-Exupéry, anteriorment conegut com a aeroport de Lió-Satolas, és un aeroport francès ubicat al municipi de Colombier-Saugnieu, a una vintena de quilòmetres a l'est de la ciutat de Lió, dins el departament del Roine, a la regió d'Alvèrnia-Roine-Alps.
Amb 10.300.000 passatgers l'any 2017, l'aeroport de Lió–Saint-Exupéry és el quart aeroport francès per nombre de passatgers, darrere dels aeroports de París-Charles de Gaulle, París-Orly i Niça-Costa Blava. L'aeroport de Lió–Saint-Exupéry va superar el llindar dels 10 milions de passatgers per primera vegada l'any 2017. Els 10.300.000 passatgers de l'any 2017 representen un creixement del 7,7% respecte de l'any anterior. És gestionat per la societat Aéroports de Lyon, la qual gestiona també l'aeroport de Lió-Bron.
El trànsit de companyies aèries de baix cost va representar el 2017 un 33,3% del trànsit de passatgers de l'aeroport, contra un 32,4% de l'any anterior.
El primer trimestre del 2018, l'aeroport va veure incrementat el nombre de passatgers un 8,2% respecte del mateix període de l'any anterior, amb 2.300.000 passatgers. El tràfic internacional, que va representar un 67% del tràfic total, va augmentar un 9,2%.

## Història
La decisió de construir un nou aeroport va ser presa a la fi de la dècada del 1960, a fi de pal·liar la saturació progressiva de l'aeroport de Lió-Bron. El nou aeroport de Lió va ser inaugurat el 12 d'abril del 1975 pel president de la República Valéry Giscard d'Estaing, el prefecte de la regió Pierre Doueil i el president de la Cambra de comerç i d'indústria de Lió, Fernand Blanc amb el nom de Lió-Satolas.
Les activitats de l'aeroport de Lió-Bron van ser transferides la nit del 19 al 20 d'abril del 1975 i l'aeroport va rebre aquell mateix dia el seu primer vol comercial, un Mercure de la companyia Air Inter procedent de París.
Inicialment, l'aeroport només disposava d'una única pista de 4.000 metres i dues terminals, amb capacitat per a rebre 3 milions de passatgers per any. Una nova pista, 2.670 metres, va entrar en servei el maig del 1992.
El 29 de juny del 2000, amb motiu del centenari del naixement, a Lió, d'Antoine de Saint-Exupéry, l'aeroport va ser rebatejat amb el seu nom actual.
El 8 de desembre del 2011, l'aeroport va ser sobrepassar, per primera vegada, els 8 milions de passatgers anuals.
En el marc de la Llei pel creixement, l'activitat i la igualtat de les oportunitats econòmiques, més coneguda com a Llei Macron, ja que va ser impulsada per Emmanuel Macron quan encara era ministre d'Economia del govern francès, el 28 de juliol del 2016, l'Estat francès va vendre la seva participació a la societat gestora de l'aeroport, i que era d'un 60%, a un consorci format per Vinci Airports, la Caisse des dépôts i Crédit agricole assurances, tot conservant la propietat de l'aeroport. El 9 de gener del 2017, els nous accionistes majoritaris varen signar un pacte d'accionistes amb els accionistes minoritaris institucionals titulars del 40% del capital de la societat amb l'objectiu de reforçar la posició de l'aeroport de Lió en el mercat aeronàutic francès i d'obrir noves rutes amb Amèrica i Àsia. La venda de la participació de l'Estat francès a la societat gestora de l'aeroport es va fer amb l'oposició dels accionistes minoritaris institucionals, fins al punt que el Consell Regional d'Alvèrnia-Roine-Alps i el departament del Roine, titulars d'un 5 i d'un 3% del capital de la societat, respectivament, van recórrer judicialment la decisió d'adjudicar la participació de l'Estat al consorci guanyador, ja que entenien que era «una decisió parisenca contrària a l'interès dels territoris». El Tribunal Administratiu de París va rebutjar el recurs presentat.
La concessió de la societat Aéroports de Lyon finalitza el 31 de desembre del 2047.
El 7 d'octubre del 2017, es va inaugurar oficialment la nova terminal T1 de l'aeroport, que amb els seus 70.000 m² va permetre doblar la superfície de l'aeroport i incrementar el nombre de passatgers que pot rebre l'aeroport en un any, fins als 15 milions.

## Destinacions i aerolínies
| Companyia           | Destinacions |
| ------------------- | --- |
| Aegean Airlines     | Atenes de temporada: Iràklio, Kalamata, Rodes |
| Aer Lingus          | Dublín |
| Aeroflot            | Moscou-Xeremètievo |
| Aigle Azur          | Alger, Constantina, Nantes, Orà, Sétif |
| Air Algérie         | Alger, Annaba, Batna, Bejaïa, Biskra, Constantina, Orà, Sétif, Tlemcen |
| Air Arabia Maroc    | Casablanca, Fes, Tànger (comença l'1 d'abril del 2019) |
| Air Canada          | Montréal-Trudeau |
| Air Corsica         | Ajaccio, Bastia de temporada: Calvi, Figari |
| Air France          | París-Charles de Gaulle de temporada: París-Orly |
| Air Malta           | de temporada: Malta |
| Air Transat         | de temporada: Montréal-Trudeau |
| Armenia Aircompany  | Erevan |
| ASL Airlines France | xàrter: Corfú, Iràklio, Òlbia, Palerm, Porto, Santorí, Split |
| Austrian Airlines   | Viena |
| Blue Air            | Bucarest |
| British Airways     | Londres-Heathrow de temporada: Londres-Gatwick |
| Brussels Airlines   | Brussel·les |
| Chalair Aviation    | Llemotges |
| Croatia Airlines    | de temporada: Split |
| easyJet             | Barcelona, Berlín-Schönefeld, Bordeus, Brest, Budapest, Copenhaguen, Cracòvia, Edimburg, Faro, Fuerteventura, Lisboa, Londres-Gatwick, Londres-Luton, Madrid, Marràqueix, Nantes, Nàpols, Porto, Roma-Fiumicino, Tel-Aviv–Ben Gurion, Tolosa de Llenguadoc, Venècia, Viena de temporada: Agadir, Ajaccio, Bastia, Belfast-Internacional, Biarritz, Bristol, Catània, Corfú, Dubrovnik, Eivissa, Essaouira, Estocolm-Arlanda, Figari, Khanià, Londres-Stansted (comença el 16 de desembre del 2018), Manchester, Menorca, Míkonos, Òlbia, Palerm, Palma, Rennes, Split |
| Emirates            | Dubai |
| Eurowings           | Düsseldorf |
| Finnair             | de temporada: Hèlsinki |
| Flybe               | Birmingham, Londres-Southend, Manchester |
| HOP!                | Biarritz, Bolonya, Bordeus, Brest, Brive-la-Gaillarde, Caen, Estrasburg, La Rochelle, Lilla, Lorient, Marsella, Metz/Nancy, Milà-Malpensa, Niça, Nuremberg, París-Orly, Pau, Poitiers, Praga, Rennes, Roma-Fiumicino, Rouen, Tolosa de Llenguadoc, Venècia de temporada: Ajaccio, Bastia, Calvi, Figari, Florència |
| Iberia Express      | Madrid de temporada: Tenerife-Sud |
| Iberia Regional     | Madrid de temporada: Palma |
| Jet2.com            | de temporada: Londres-Stansted, Manchester |
| KLM                 | Amsterdam |
| Lufthansa           | Frankfurt, Múnic |
| Montenegro Airlines | de temporada: Podgorica |
| Nouvelair           | de temporada: Djerba, Monastir, Tunis |
| Pegasus Airlines    | Istanbul-Sabiha Gökçen |
| Royal Air Maroc     | Casablanca, Marràqueix |
| SmartWings          | de temporada: Fuerteventura, Funchal, Lanzarote, Palerm, Rodes, Tenerife-Sud |
| SunExpress          | de temporada: Antalya, Esmirna |
| TAP Air Portugal    | Lisboa, Porto |
| Transavia France    | Agadir, Alger, Beirut (a partir del 13 d'abril del 2019), Funchal, Lisboa, Marràqueix, Oujda, Porto, Tel-Aviv–Ben Gurion, Tunis de temporada: Atenes, Catània, Djerba, Faro, Iràklio, Màlaga, Palerm, Sevilla, València |
| Travel Service      | de temporada: Fuerteventura, Funchal, Iràklio, Lanzarote, Òlbia, Tenerife-Sud xàrter de temporada: Shannon |
| TUI fly Belgium     | de temporada: Agadir, Marràqueix xàrter de temporada: Burgàs, Corfú, Djerba, Eivissa, Iràklio, Kos, Menorca, Òlbia, Palerm, Podgorica, Rodes, Tenerife-Sud |
| Tunisair            | Djerba, Monastir, Tozeur, Tunis |
| Turkish Airlines    | Istanbul-Atatürk (finalitza el 31 de desembre del 2018), Istanbul-Nou aeroport (comença l'1 de gener del 2019) |
| Twin Jet            | Clarmont d'Alvèrnia, Stuttgart, Zuric |
| Volotea             | de temporada: Alacant, Càller, Dubrovnik, Palerm, Palma, Praga, Split, València |
| Vueling             | Barcelona, Gran Canària, Màlaga, Roma-Fiumicino, Tenerife-Sud de temporada: Palma, Sevilla |
| Wizz Air            | Cluj-Napoca, Varsòvia-Chopin |
| WOW Air             | de temporada: Reykjavík-Keflavík |
| XL Airways France   | La Reunió de temporada: Guadalupe |

### Aerolínies de càrrega
| Companyia            | Destinacions                       |
| -------------------- | ---------------------------------- |
| Air Algérie Cargo    | Alger, Orà                         |
| ASL Airlines Belgium | Lieja, Tunis                       |
| ASL Airlines France  | París-Charles de Gaulle            |
| DHL Aviation         | Leipzig/Halle                      |
| Emirates SkyCargo    | Dubai–Al Maktoum                   |
| FedEx Express        | Marsella, París-Charles de Gaulle  |
| UPS Airlines         | Colònia/Bonn, Tolosa de Llenguadoc |